# 列莉娜·列维蒂娜

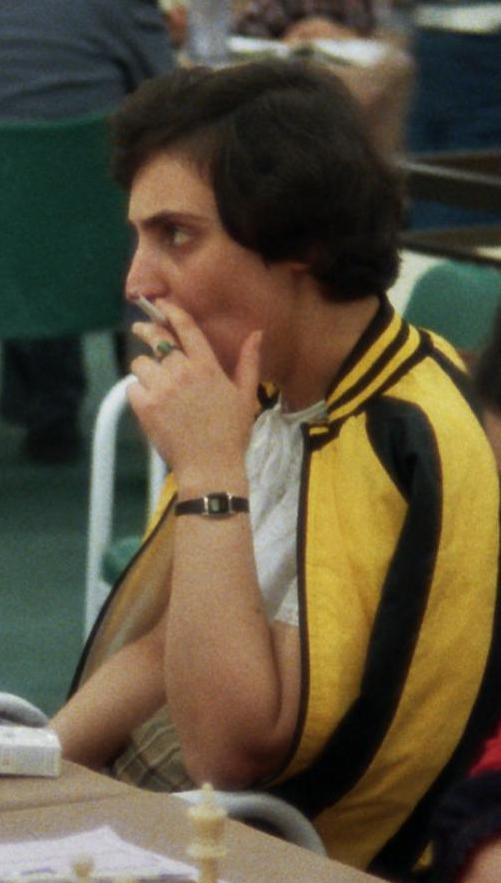
列莉娜·列维蒂娜

列莉娜·列维蒂娜，（英語：Irina Solomonovna Levitina，1954年6月8日—），出生在苏联列宁格勒，1990年移民美国，是俄裔美国国际象棋棋手和桥牌牌手。在国际象棋方面，她曾经是世界冠军候选人，并且是女子特级大师，曾获得美国女子国际象棋冠军。在桥牌上她赢得过四次世界冠军。